# عمري شادلي
 عمري شاذلي  (بالفرنسية: Chadli Amri)‏ ، من مواليد (14 ديسمبر 1984) في سانت أفولد، فرنسا هو لاعب كرة قدم جزائري يلعب بمركز مهاجم ، يلعب حاليا لنادي كايزرسلوترن في البوندنسليغا الألماني الممتاز..

## في المنتخب الوطني
- لعب دوليا للجزائر (9 مرات) منذ 2 سبتمبر 2006في مباراة غينيا 0 - 5 الجزائر.

## روابط إضافية
- الموقع الرسمي

## روابط خارجية
- عمري شادلي على موقع قاعدة بيانات كرة القدم.إي يو (الإنجليزية)
- عمري شادلي على موقع بيانات كرة القدم. دي إي (الألمانية)
- عمري شادلي على موقع ناشيونال فوتبول تيمز (الإنجليزية)
- عمري شادلي على موقع Soccerway.com (الإنجليزية)
- عمري شادلي على موقع عالم كرة القدم.نت (الإنجليزية)
- عمري شادلي على موقع كووورة